# Juan Pardo de Tavera
Juan Pardo de Tavera, španski škof, nadškof in kardinal, * 26. maj 1472, Toro, † 1. avgust 1545, Toledo.

## Življenjepis
14. julija 1514 je bil imenovan za škofa Ciudad Rodriga in 31. decembra 1523 za škofa Osme.
8. junija 1524 je bil imenovan za nadškofa Santiaga de Compostela.
22. februarja 1531 je bil povzdignjen v kardinala. 
27. aprila 1534 je bil imenovan za nadškofa Toleda.